# Tour de France 2006/5. Etappe
Über 225 km erstreckte sich die 5. Etappe der Tour de France 2006 am 6. Juli, von Beauvais nach Caen. Es war (nach dem Prolog) die erste Etappe der diesjährigen Tour de France, die komplett auf französischem Terrain ausgetragen wurde.
Ähnlich wie an den Vortagen prägten auch dieses Mal wieder Ausreißer das Geschehen. Samuel Dumoulin und Björn Schröder hatten sich bei km 20 mit sechs anderen Fahrern abgesetzt. Nachdem es bereits so schien, als würde der Fluchtversuch scheitern, begannen Dumoulin und Schröder eine erneute Attacke und wurden erst 3,5 km vor dem Ziel gestellt. Ihr maximaler Vorsprung lag zwischenzeitlich bei 12:50 min.
Der Schluss der Etappe wurde von einem Sturz im Hauptfeld überschattet, kurz vor dem Einholen der Ausreißer. Den Sieg im Sprint des Feldes sicherte sich Óscar Freire. Bei den Trägern der Spezialtrikots gab es erstmals bei dieser Tour keine Änderungen.

## Zwischensprints
1. Zwischensprint in Les Andelys (66,5 km)
| Erster  | Samuel Dumoulin   | 6 P. und 6 s |
| Zweiter | Björn Schröder    | 4 P. und 4 s |
| Dritter | Johan Vansummeren | 2 P. und 2 s |

2. Zwischensprint in Saint-Georges-du-Vièvre (140,5 km)
| Erster  | Samuel Dumoulin   | 6 P. und 6 s |
| Zweiter | Björn Schröder    | 4 P. und 4 s |
| Dritter | Johan Vansummeren | 2 P. und 2 s |

3. Zwischensprint in Pont-l’Évêque (175 km)
| Erster  | Samuel Dumoulin   | 6 P. und 6 s |
| Zweiter | Björn Schröder    | 4 P. und 4 s |
| Dritter | Johan Vansummeren | 2 P. und 2 s |

## Bergwertungen
Mont des Fourches, Kategorie 4 (10,5 km)
| Erster  | Jérôme Pineau    | 3 P. |
| Zweiter | Pierrick Fédrigo | 2 P. |
| Dritter | Anthony Geslin   | 1 P. |

Côte du Buquet, Kategorie 4 (109 km)
| Erster  | Björn Schröder  | 3 P. |
| Zweiter | Samuel Dumoulin | 2 P. |
| Dritter | Fabian Wegmann  | 1 P. |

Côte de Saint-Grégoire-du-Vièvre, Kategorie 4 (134,5 km)
| Erster  | Björn Schröder  | 3 P. |
| Zweiter | Samuel Dumoulin | 2 P. |
| Dritter | Jérôme Pineau   | 1 P. |

Côte du Boulay, Kategorie 4 (159 km)
| Erster  | Björn Schröder  | 3 P. |
| Zweiter | Samuel Dumoulin | 2 P. |
| Dritter | Jérôme Pineau   | 1 P. |

- Siehe auch: Fahrerfeld